# Bitka kod Ain Jaluta
Bitka kod Ain Jaluta vođena je 3. rujna 1260. godine između mamelučke vojske sultana Kutuza s jedne i mongolske pod Hulago-kanom s druge strane.

## Bitka
Mameluci su kod Megida postavili zasjedu Mongolima. Kutuz je većinu svojih konjanika posakrivao po brdima što okružuju ravnicu te je naredio manjem broju ratnika da se spuste u nizinu kako bi naveli Mongole da ih napadnu. Mongoli su pomislili da pred njima stoji čitava mamelučka vojska, pa su jurnuli u napad. Tako su upali u Kutuzovu zamku. On je tada naredio preostalim postrojbama da munjevitom brzinom izađu iz svojih skrovišta i napadnu krila mongolske vojske. Tom su taktikom uspjeli potući napadače. Bio je to prvi poraz Mongola u 43 godine, koliko je bilo prošlo otkako su krenuli u osvajački pohod na zapad. Premda je u bici kod Ain Jaluta sudjelovalo relativno malo vojnika, ona se smatra jednom od najvažnijih bitaka u povijesti. Zahvaljujući ishodu te bitke islamska je civilizacija bila pošteđena uništenja, srušio se mit o nepobjedivosti Mongola, a mamelučka vojska ponovno je osvojila izgubljena područja.

## Posljedice bitke
Nakon poraza kod Ain Jaluta Mongoli su se još nekoliko puta vratili na područje Sirije i Palestine, no nikad više nisu ugrozili Egipat. Hulaguovi potomci nastanili su se u Perziji, gdje su se s vremenom obratili na islam i doprinijeli razvoju islamske kulture. 
Kutuz nije dugo uživao u pobjedi nad Mongolima. Ubrzo nakon bitke ubili su ga njegovi suparnici. Baibars I. je postao sultan. On je bio 1. sultan Bahri Dinastije. Mamelučki sultanat je opstao još dva i pol stoljeća, sve do 1517. Ovo je jedna od najvažnijih bitka u srednjem vijeku jer su Mongoli po prvi put u povijest trajno zaustavljeni.